# Daitō-ryū
Daitō-ryū aiki-jūjutsu (大東流合気柔術?), llamado originalmente daitō-ryū jūjutsu (大東流柔術 Daitō-ryū Jūjutsu?), es un arte marcial clásico japonés que se difunde de forma pública a  partir del comienzos del siglo XX por Sōkaku Takeda. Sin embargo, las tradiciones del estilo plantean su desarrollo a lo largo de casi un milenio, pero la destrucción de los documentos en la guerra Boshin en 1868 no ha permitido una confirmación. Es la disciplina marcial antigua de mayor influencia en el arte marcial tradicional japonés del aikidō, y en el arte marcial coreano moderno (que incluye técnicas de otras artes marciales, japonesas, coreanas y chinas) conocido como hapkido.

## Historia
Según sus practicantes el daitō-ryū tiene una historia de 900 años intrincada con la historia de Japón y de la clase samurái siendo creada por Shinra Saburō Minamoto no Yoshimitsu (新羅 三郎 源 義光,1045-1127) del clan Minamoto, miembro del Seiwa Genji y su nombre proviene del castillo donde vivió de niño. El bisnieto de Yoshimitsu, Nobuyoshi al mudarse a un poblado adopta el apellido "Takeda" que lleva la familia hasta la actualidad. El clan Takeda permanece en la provincia de Kai hasta la época de Takeda Shingen (武田 信玄, 1521-1573) que se opone a Tokugawa Ieyasu y Oda Nobunaga. Tras la muerte de Shingen le sucede su nieto Nobukatsu que al ser menor de edad tiene como regente a su padre Katsuyori. Tras la derrota en la Batalla de Temmokuzan en 1582, Katsuyori y Nobukatsu realizan seppuku. La familia ahora encabezada por Konitsugo se traslada a Aizu perdiendo el clan su poder e influencia. Soemon Takeda (1758-1853) nieto de Kunitsugo fue el primero en organizar las técnicas del aiki-in-ho-yo y le enseña a Saigō Tanomo (1829-1905) y a otros miembros del clan. En 1868 el emperador asume todo el poder enfrentando a los shogunes de la casta samurái siendo enfrentado por Tokugawa Yoshinobu que ataca la capital Kioto comenzando así la Guerra Boshin. Tokugawa derrotado y obligado a retirarse a Edo en mayo de 1868 capitula y la última resistencia se da en el castillo Aizuwakamatsu donde fallecen casi todos los miembros del clan Takeda incluidas las mujeres y los niños. Sokaku Takeda, de 9 años, hijo de Takeda Sokichi y nieto de Soemon se encontraba estudiando Kenjutsu del estilo Ono ha Itto ryu como uchi deshi (alumno interno) de Toma Shibuya en el Yokikan dojo de Edo durante la batalla de Aizu por lo que sobrevive. Inmediatamente el emperador traslada la capital a Edo que pasa a llamarse Tokio lo que inicia la Era Meiji, en ese Japón donde los samurái habían perdido sus privilegios Sōkaku Takeda (武田 惣角 1860-1943) a pesar de ser un niño, asume como cabeza del clan Takeda y decide dedicar su vida a la enseñanza de las técnicas de combate tradicionales de su familia. 

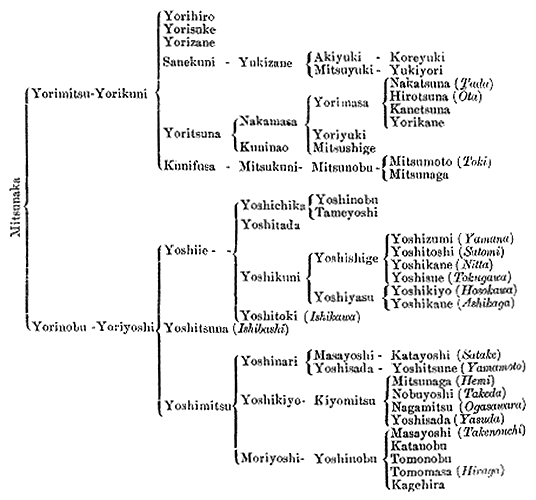
Family tree of the Seiwa Genji.

El Emperador deroga el orden feudal, en 1872 se implantó el servicio militar, se crea la moneda nacional y se prohíbe a los samurái el portar su espada (edicto Haitorei).  En 1877 se inicia la marcha de Saigō Takamori sobre Tokio a la cual se le fueron sumando millares de samuráis descontentos, el gobierno envió a fuerzas del nuevo ejército que con un armamento moderno y en una batalla que duró una semana entera los derrota. Poco tiempo después, al fallecer Sokatsu Takeda que actuaba como sacerdote Shinto en el monasterio de Ise dedicado a la diosa Amaterasu Ōmikami, que había sido confiado a la protección del Clan Takeda siglos antes, Sokaku Takeda es enviado a sustituirlo.
Allí encuentra a Saigō Tanomo (1828-1905), antiguo jefe de consejo del clan Aizu (hittōgarō 筆頭家老 ) que había sido alumno de su abuelo, ahora Tanomo con el nombre Hoshina Chikanori se desempeñaba como abad de los monjes del templo Tsutsukowake. Sokaku practica con Tanomo las técnicas de combate sin armas que había este aprendido de Soemon pero luego de un tiempo abandona el templo para llevar una vida itinerante (Musha Shugyo) donde recorre el país dando clases y seminarios en donde enseña el estilo a ajenos a su ya desaparecido clan durante el resto de su vida.
El hijo mayor del último matrimonio de Sokaku, Tokimune Takeda (武田時宗, 1916-1993) detective varias veces condecorado de la policía japonesa, se convirtió a su fallecimiento de hecho en maestro principal del estilo ( sôke ) posición que solo fue cuestionada por una de las ramas del estilo. Tokimune funda el Daitokan dojo en Hokkaidō y cambia el nombre del arte a Daito Ryu Aiki Budo incluyendo de manera obligatoria en el currículo el aprendizaje de las técnicas de kenjutsu , a su fallecimiento tampoco deja expresamente designado su sucesor, y no teniendo hijo varón se crea una controversia entre varios maestros pero se espera que su nieto ocupe el lugar de Tokimune en algún momento lo que sería aceptado por la enorme mayoría de las escuelas.

## Las técnicas del Daito-Ryu Aiki-jūjutsu 大東流合気柔術目録
Hay 2.884 técnicas en Daito-ryu que incluyen técnicas para uke y tori sentados, uke de pie y tori sentado, ambos de pie y las defensas contra agresiones desde la espalda y tradicionalmente se practican en forma secuencial, no debiéndose avanzar al siguiente nivel mientras no demuestre maestría en que se practica. Al finalizar cada nivel se recibe un certificado que lista todas las técnicas que se han dominado.
El primer nivel de técnicas se denomina shoden waza y se enfoca principalmente en el balance,la respiración, el desequilibrio, la distancia, la oportunidad, la atención y la acción sobre puntos sensibles y articulaciones. El segundo grupo de técnicas conocido como aiki-no-jutsu maneja el concepto del flujo de energía y coordinación. La lista de niveles en el estilo clásico y el número de técnicas en cada uno se indica a continuación:
|   | Nivel                                                 | No. de técnicas |
| - | ----------------------------------------------------- | --------------- |
| 1 | Programa secreto (秘伝目録 Hiden Mokuroku?)           | 118             |
| 2 | El espíritu unido (合気之術 Aiki-no-jutsu?)           | 53              |
| 3 | Misterios internos (秘伝奥義 Hiden Ōgi?)              | 36              |
| 4 | Técnicas de autodefensa (護身用の手 Goshin'yō-no-te?) | 84              |
| 5 | Herencia (解釈相伝 Kaishaku Sōden?)                   | 477             |
| 6 | Licencia de maestría (Menkyo Kaiden)                  | 88              |

## Shoden - Waza 秘伝目録
Daito-ryu se diferencia con otros estilos de Jujutsu por el concepto de ki proveniente y basado en el Kenjutsu que se refleja en los movimientos y los estados mentales durante el combate.
Las técnicas tiene bases racionales desde el punto de vista biológico, físico e incluso psicológico pero además se adjudica mucha importancia a los estados mentales propios, al control de la respiración y la energía, lo que dificulta aprenderlo simplemente viendo a un experto si no se toman en cuenta esos factores. Se utilizan lanzamientos, inmovilizaciones, acción sobre articulaciones, presión sobre nervios, asfixia o reacción biológica refleja así como ataques a puntos vitales y técnicas basadas en la coordinación de mente y cuerpo así como otras que aplican las leyes de la dinámica.
En principio se deben aprender las bases aplicadas a 118 técnicas llamadas Shoden, repartidas en 7 grupos. Un resumen de las técnicas básicas es:
| Waza    | Idori居捕           | Hanzahandachi 半座半立 | Tachiai 立           | Ushirodori 後捕        | Yonkajo 四箇          |
| Ikkajo  | Ippondori 一本捕    | Hanminage 半身投       | Ippondori 一本捕     | Tateeridori立襟捕      | Uragote 裏小手        |
| 一ケ条  | Gyakuudedori 逆腕捕 | Uraotoshi 裏落         | Gyakuudedori 逆腕捕  | Ryokatahineri 両肩捻   | Uchigote 内小手       |
|         | Kurumadaoshi 車倒   | Izori 居反             | Kurumadaoshi 車倒    | Ryouhijigaeshi 両引返  | Kakaekubi 抱頸        |
|         | Kotegaeshi 小手返   | Kataotoshi 肩落        | Kotegaeshi 小手返    | Kataotoshi 肩落        | Temakurazume 手枕詰   |
|         | Karaminage 絡投     | Iriminage 入身投       | Karaminage 絡投      | Dakijimedori 抱捕      | Wakidoriura 脇捕裏    |
|         | Dakijime 抱絞       |                        | Oraotoshi オラ落     |                        | Wakidoriomote 脇捕表  |
|         | Shimekaeshi 絞返    |                        | Obiotoshi 帯落       |                        | Irichigai 入違        |
|         | Hijigaeshi 肘返     |                        | Koshiguruma 腰車     |                        | Tatsumaki 竜巻=       |
|         | Nukitedori 抜手踊   |                        | Kirikaeshi 切返      |                        | Izori 居反            |
|         | Hizajime 膝締       |                        | Shihonage 四方投     |                        | Uraotoshi 裏落        |
| Nikajo  | Gyakudasuki 逆襷    | Shutozume 手刀詰       | Gyakudasuki 逆襷     | Tsukitaoshi 突落       | Senryu 潜龍           |
| 二か条  | Kotegaeshi 小手返   | Kotegaeshi 小手返      | Kotegaeshi 小手返    | Sukuinage 掬投         | Wakizumeotoshi 脇詰落 |
|         | Hijikujiki 肘挫     | Hijikujiki 肘挫        | Seoinage 背負        | Hijikujiki 肘挫        | Kasuminage 霞投       |
|         | Gyakugote 逆小手    | Susodori 裾捕          | Susobarai 裾払       | Gyakugote 逆小手       | Hadakajime 裸締       |
|         | Shutozume 手刀詰    | rimizume り身詰        | Kubinage 首投        | Kubinage 首投          | Darumagaeshi 達磨返   |
|         | Kubihineri 首捻     |                        | Shutozume 手刀詰     |                        |                       |
|         | Kotezume 小手詰     |                        | Hikiotoshi 曳落      |                        |                       |
|         | Katahadori 片羽捕   |                        | Kataguruma 肩車      |                        |                       |
|         | Kamatezume 鎌手詰   |                        | Koshiguruma 腰車     |                        |                       |
|         | Konohagaeshi 木葉返 |                        | Sekujiki 背挫        |                        |                       |
| Sankajo | Tsuriotoshi吊り落   | Makizume 巻詰          | Tsuriotoshi 吊り落   | Makizumeotoshi 巻込落  | Gokajo 五箇           |
| 三か条  | Temakura            | Hijikujiki 肘挫        | Sotogote 外小手      | Udegaeshi 腕返         | Makikomikujiki 巻込挫 |
|         | Makizume 巻詰       | Katahagaeshi片羽返     | Makizume 巻詰        | Wakigarami 腋緘        | Kobangaeshi 小判返    |
|         | Sotogote 外小手     | Ashijime 足緘          | Wakizume 腋詰        | Kiriha 切刃            | Kannukizume 関詰      |
|         | Kobushigaeshi 拳返  | Wakikujiki 脇挫        | Gansekiotoshi 岩石落 | Kataudenage 肩腕投     | Enma 炎魔             |
|         | Kakaekujiki 抱え挫  |                        | Kubiwa 首輪          |                        | Shumoku 種木          |
|         | Karamizume 絡詰     |                        | Uchiudegaeshi 内腕返 |                        | Takiotoshi 滝落       |
|         | Kiriha 切刃         |                        | Shichiribiki 七里引  |                        |                       |
|         | Utiudegaeshi 腕返   |                        | Ipponkatsugi 一本掮  |                        |                       |
|         | Gassyoudori 合掌捕  |                        | Shihonage 四方投     |                        |                       |
| Ikkajo  | Gyakuudedori 虐腕捕 | Hanminage 半身投       | Gyakuudedori 虐腕捕  | Tateeridori 立腋捕     |                       |
| 一ケ条  | Hijikaeshi 引返     | Uraotoshi 裏落         | Kurumadaoshi 車倒    | Ryokatahineri 両肩捻り | Bodori 棒捕           |
| Uragata | Kurumadaoshi 車倒   | Izori 居反り           | Ippondori 一本捕     | Ryohijigaeshi 両肘返   | Tankendori 旦剣捕     |
| 漢字    | Shimekaeshi 絞め返  | Iriminage 入身投       | Koshiguruma 腰車     | Dakijimedori 抱絞捕    | Tachidori 立ち捕      |
|         | Karaminage 絡投     | Kataotoshi 肩落        | Karaminage 絡投      | Kataotoshi 肩落        | Kasadori笠取          |
|         | Dakijime 抱き抱     |                        | Obiotoshi 帯落       |                        | Taninzudori 動画捕    |
|         | Kotegaeshi 小手返   |                        | Kotegaeshi 小手返    |                        | Emonodori 衣紋捕      |
|         | Nukitedori 貫手捕   |                        | Kirikaeshi 切返し    |                        |                       |
|         | Hizajime 膝締       |                        | Shihonage 四方投     |                        |                       |
| Nikajo  | Gyakudasuki 逆襷    | Irimizume 入身         | Gyakudasuki 逆襷     | Tukitaoshi 瀧落        | Kuden 口伝            |
| 二か条  | Kotegaeshi 小手返   | Kotegaeshi 小手返      | Kotegaeshi 小手返    | Sukuinage 掬投         | Asagaonote 朝顔の手   |
| Uragata | Hijikujiki 引挫     | Hijikujiki 引挫        | Kubinage 首投        | Kubinage 首投          | Takanotume            |
| 漢字    | Konohagaeshi 木葉返 | Susodori 裾捕          | Susobarai 裾払       | Susodori 裾捕          | Nonakanomaku          |
|         | Shutozume 手刀詰    | Shutozume 手刀詰       | Shutozume 手刀詰     | Gyakugote 逆小手       | Kuzushi 崩し          |
|         | Kubihineri 首捻     |                        | Seoinage 背負        |                        | Rakka 落下            |
|         | Kotezume 小手詰     |                        | Hikiotoshi 曳落      |                        | Nawa 縄               |
|         | Katahadori 片羽捕   |                        | Kataguruma 胸車      |                        |                       |
|         | Kamatezume 鎌手詰   |                        | Koshiguruma 腰車     |                        |                       |
|         | Gyakugote 逆小手    |                        | Sekujiki 背挫        |                        |                       |

## El Daito-Ryu en Japón
- Takuma Hisa (久 琢磨,1895–1980) inicialmente alumno de Morihei Ueshiba (植芝 盛平,1883–1969) en el Asahi Dojo y luego de Sōkaku Takeda de quién recibió el Menkyo kaiden en 1939. Funda en 1959 el Kansai Club que cierra en 1968 al mudarse a Tokio por una enfermedad, pero sus alumnos continúan entrenando para en 1975 inaugurar el instituto Takumakai liderado en principìo por Okabayashi Shogen (岡林 将玄,1949). Okabayashi decide volver a los métodos originales de Takeda Sokaku lo que llevó a muchos practicantes apegados al método de Takuma a separarse formado una organización llamada Daibukan, pero posteriormente Okabayashi se separa del Takumakai que queda a cargo de Mori Hakaru quién retoma el método Takuma. El Daibukan es liderado por Ōgami Kenkichi (1936) mientras Okabayashi forma su propio grupo denominado Hakuho-ryu.[26]
- Sagawa Yukiyoshi (佐川幸, 1902-1998)[27] comenzó entrenando con su padre Nenokichi (1867-1950) y luego con Takeda Sokaku obtiendo el Kyōju Dairi en 1932, su discípulo Kimura Tatsuo (木村 達雄, 1947), profesor de matemáticas en la Universidad de Tsukuba mantiene actualmente un pequeño grupo de estudiantes en el dojo de ese centro educativo.[28]
- Kōdō Horikawa (1894-1980), maestro de talento innovador origina la Kodokai (幸道会 Kōdōkai?) fundada por sus alumnos y localizada en Hokkaidō que actualmente está dirigida por Yusuke Inoue (井上,1932) también alumno directo de Takeda Sokaku. Como Instructores destacados del Kodokai en Hokkaido Hombu-dôjô: Oda Hiroyoshi (博義, 1956) y Reisaburo Shimizu (清水,1970). Como Instructores destacados del Kodokai en Kioto: Fumio Hirokawa (廣川,1965), David Alonso (松本, 1970), Kenichiro Matsumoto (松本, 1968).
- Seigō Okamoto (岡本 正剛, 1925) quién fuera instructor del Kodokai funda el Daito-ryu Aikijujutsu Roppokai (大東流合気柔術六方会?) estilo que se ha vuelto muy popular sobre todo en EE. UU. y Europa.[29]
- Katsumi Yonezawa (米沢 克巳,1937-1998) también instructor del Kodokai lo abandona para fundar el Bokuyōkan (牧羊館?) que actualmente se encuentra bajo la dirección de su hijo Hiromitsu con casa matriz en Hokkaidō y con filiales en EE. UU., Canadá y Alemania.[30]
- Yamamoto Ittosae Kakuyoshi (山本一刀齋角義,1914-1982). Estudiante directo de Takeda Sokaku desde 1932 hasta el fallecimiento de Takeda Sokaku. Tras la muerte de su maestro crea un estilo propio de iaijutsu al que llama Mugen Shinto Ryu Iaijutsu y funda su propio dojo al que nombra Jyuushinkan.
- Matsuda Toshimi (松田敏美, 1985). Estudiante destacado de Takeda Sokaku, recibe el kyoju-dairi en 1929 y abre su propio dojo, el Shobukan, en Asahikawa.
- Maeda Takeshi (前田武, 1907-2001). Sucesor de Matsuda Toshimi, recibe el kyoju-dairi de manos de este. Al finalizar la guerra regresa a su Omama natal y abre el Renshinkan Dojo (練心館道場) donde enseña Daito-ryu. Durante esta época, Maeda imparte seminarios en las prefecturas de Nagano, Gunma y Tochigi, llegando a hacer una demostración de Daito-ryu a las Fuerzas de Autodefensa de Japón (自衛隊, Jieitai) en Gunma en 1963. También, Kenji Tomiki, estudiante de Morihei Ueshiba, llegó a visitarle para corroborar que lo que aprendió de Ueshiba era verdaderamente Daito-ryu.[31]
- Takase Michio (高瀬道雄, 1964). Estudiante y sucesor de Maeda Takeshi, recibe el kyoju-dairi de manos de este en 1997. Desde entonces ejerce de dojocho en el Renshinkan.

## La sucesión de Tokimune
En 1989,  poco después del fallecimiento de su esposa a los 73 años, la salud de Tokimune Takeda se deteriora rápidamente delegando en Kato Shigemitsu todas las materias administrativas y de enseñanza del dojo central del Daito-Ryu.
En abril de 1991 Tokimune ya con su salud seriamente comprometida cita a una reunión en el dojo a la cual concurren 66 de los más antiguos instructores que se autodenominaron  “Seishin” (corazón puro) y Tokimune plantea que sus deseos son que sus dos hijas Oshima Kyoko y Yokoyama Nobuko le sucedan hasta que un nieto de su familia alcance el nivel necesario para ocupar su lugar, ambas hijas tienen varones pero solo uno, Oshima Hitoshi, ahora Takeda Hitoshi por la ley japonesa que permite el cambio de apellidos para salvaguardar la línea principal de familias tradicionales, ha aparecido junto a Takeda Tokimune en las últimas demostraciones realizadas.
En 1992 su hermano menor Takeda Munemitsu (武田宗光,1924)le solicitó que le firmara un documento en donde lo designa como nuevo Sôke del Daito-ryu, Tokimune firma el documento pero sus hijas posteriormente consideraron la autorización como una estafa ya que por su enfermedad Tokimune no era consciente de sus implicancias. Sin embargo en muchos dojos de Europa y EE. UU. aceptaron a Munemitsu como nuevo Soke de Daito-Ryu Aikijujutsu por ejemplo la organización de Alain Floquet en Europa el Cercle dÉtude et de Recherche en Aiki et Kobudo (CERA).
En 1993 legalmente la hija menor de Tokimune, Yokoyama Nobuko (横山信子), es declarada apoderada y Tokimune es internado en el hospital. Durante su tratamiento Nobuko Yokoyama, con la asistencia de Katsuyuki Kondo (ya certificado en ese momento por el propio Tokimune como Soke Dairi), representa los intereses de la familia Takeda en el Daito-ryu Aikijujutsu adoptando la posición de directora del Daitokan.
El 2 de diciembre de 1993 Takeda Tokimune fallece en el hospital y Yokoyama Nobuko designa a Kondo Katsuyuki como encargado del Hombu Dojo Daitokan desplazando a Shigemitsu Kato (5th dan) y Matsuo Sano en el puesto de Kangicho. Ambos maestros junto con una parte de los Seishin se retiran del Daitokan abriendo un nuevo dojo en Abashiri cerca del puerto pasando a llamarse Nihon Daito Ryu Aikibudo Daito Kai (日本大東流合気武道大東会 Nihon Daitō-ryū Aikibudō Daitō Kai?) organización que actualmente tiene filiales en Italia, EE. UU. y Brasil. 
Posteriormente Yokohama Nobuko renuncia a su posición como directora del Daito-ryu y la posición que es reclamada por su hermana, Kyoko Oshima cuyo esposo Oshima Masanobu que cambia su apellido a Takeda se declara Soke de la Takedaden Daito Ryu Aikibudo lo que no es aceptado por los maestros ahora agrupados en la Nihon Daito Ryu Aikibudo Seishin Kai Association ni por los que siguen en el Daitokan bajo la dirección ahora de Katsuyuki Kondo pero si por muchos otros practicantes.
Mientras ambas hijas discuten la conveniencia de registrar legalmente como marca el mon de la familia y el nombre Daito-ryu Aikijujutsu, Kondo Katsuyuki lo registra a su propio nombre. Acción que Takeda Masanobu impugna legalmente sin éxito.
Luego de diferentes instancias Kondo Katsuyuki funda la Daito-ryu Shimbukan de la cual se autodesigna como máxima autoridad, en ese carácter decide cambiar la ubicación del hombu de la Daito-ryu del Daitokan en Abashiri a su propio dojo en Tokio y solicita al Seishin abandonar el Daitokan lo cual no es aceptado por ellos que no reconocen los títulos de Kondo.

## Difusión deldaitō-ryu aiki jūjutsu
En 1959 Tokimune Takeda según algunas fuentes habría autorizado a su primo, Hisashi Nakamura
a desarrollar un estilo propio llamado Takeda Ryu Nakamura Ha. En 1999 Roland Maroteaux discípulo de Nakamura se separa del estilo desarrollando un arte separado al que denominó Takeda-Ryu-Goshindo Aikijujutsu que actualmente se practica en Europa, Canadá, Marruecos y Singapur (Nihon Sobudo Rengokai).
En 1990 Keido Yamaue (Japón 1946) nieto de Takuma Hisa y monje del Templo Imperial Daishoji funda su propio estilo al que se le llama con lógica Yamaue Ryu.
Yoshida Kotaro (吉田幸太郎,1883-1966) kyoju dairi de Sokaku en 1915 que tuvo como alumnos a importantes personalidades de las artes marciales como Richard Kim fundador del estilo Shorinji-Ryu Karate-do y a Masutatsu Oyama fundador del Karate Kyokushinkai, aparentemente tuvo un hijo de nombre Yoshida Kenji que emigró a los EE. UU. antes de la Segunda Guerra Mundial (1939 - 1945) y allí crea el estilo Yanagi-Ryu siendo su único alumno Don Angier quién lo enseña actualmente en California.
Mikonosuke Kawaishi (1908-1969) alumno de Yoshida Kotaro en el Dai Nihon Butokukai llevó el Aikijujutsu a Gran Bretaña y Francia donde actualmente se sigue practicando con el nombre Kawaishi-Ryu.  Un alumno de Kawaishi, el francés Georges London (1908-1971) quién fue uno de los primeros cinturones negros de Francia y fundador del Colegio de Cinturones Negros (CCNF) , 5º Dan de Aiki, 7º Dan de Judo y 4º  Dan de Karate, profesor del Club St Honoré en 1958 emigra a Uruguay en Latinoamérica. Ya en Montevideo London fundó el Instituto Shobukan y desde allí impartió enseñanzas de artes marciales hasta su fallecimiento, desarrollando un estilo de enseñanza propio que denominó aikitai (合氣体術).

## Artes marciales derivadas
En 1946 Shodo Morita alumno de Yoshida Kotaro y del mismo Sokaku Takeda desarrolla en Hokkaido un arte al que denomina Nihon Goshin Aikido (日本護身合気道 Nihon Goshin Aikidō). El NGA se sigue practicando actualmente y se ha difundido en otros países, sobre todo a EE. UU.
Durante la Segunda Guerra Mundial Sokaku Takeda adoptó a un huérfano coreano que había sido llevado a Japón llamado Choi Yong Sul (1904-1986), y según su propio relato, lo acompañó hasta su muerte para luego regresar a su Corea natal donde comenzó a desarrollar un método de defensa personal militar al que finalmente llamaron sus alumnos Hapkido. La práctica del Hapkido que a las técnicas de lanzamiento y luxación del aikijujutsu y las técnicas de lanzamiento y lucha en el suelo del Judo agrega los bloqueos, golpes y patadas del "karate coreano" o Tangsudo/ tang soo do se ha difundido por todo el mundo.
Con anterioridad al hapkido, el maestro Morihei Ueshiba (植芝 盛平,1883–1969) discípulo de Takeda Sokaku desarrolla el reconocido arte marcial japonés denominado como Aikido a partir de una combinación de las técnicas a mano vacía del Aikijujutsu y judo, con las técnicas armadas del kenjutsu, sojutsu, y Jūkendō, además de  conceptos filosóficos provenientes de la secta síntoista Omoto. El Aikido es reconocido por la Dai Nihon Butokukai como un arte tradicional e independiente del, Daito ryu Aikijujutsu a partir del 1943.
Posteriormente algunos de los discípulos de Ueshiba desarrollaron variantes del Aikido, como: Minoru Mochizuki con el estilo de Budō llamado Yoseikan, Morihiro Saito con Iwama Ryu, Gozo Shioda con el Aikido Yoshinkan y Kenji Tomiki con Shodokan estas propias visiones del arte se acercan muchas veces de nuevo al Daito-Ryu .
Asimismo hay otros estilos de Aikido como el de Kōichi Tōhei con su estilo denominado Shin Shin Toitsu o Ki Aikido, Gaku Homma con el Nippon Kan,  Shoji Nishio (Nishio-Ryu),  Kenji Shimizu con Tendo-ryu,  Shuji Maruyama con el Kokikai, R. Kobayashi con el Seidokan,  Shizuo Imaizumi con Shi Budo Kai,  Karl E. Geis con el Fugakukai y C.E. Clark con el estilo Jiyushinkai que muestran el grado de diversidad pero también la difusión que se ha producido en el Aikido, con quien el Daito Ryu comparte muchas de sus bases técnicas, tácticas y filosóficas comunes.

## Línea en el tiempo de la evolución e influencia deldaitō-ryū aiki jiujitsu/jūjutsu
- 1100 - Shinra Saburō Minamoto no Yoshimitsu (Japón)
- 1788 - Soemon Takeda (Japón)
- 1869 - Tanomo Saigo (Japón)
- 1899 - Sōkaku Takeda (Japón)
- 1931 - Morihei Ueshiba - Kobukan Dojo (Japón)
- 1936 - Mikonosuke Kawaishi - JuJitsu club de France (Francia)
- 1943 - Yamamoto Ittosae Kakuyoshi -  Jyuushinkan / Daito Ryu Aiki Jiujitsu y Mugen Shinto Ryu Iaijutsu (Japón)
- 1943 - Morihei Ueshiba - Aikibudo / Aikido Aikikai (Japón)
- 1954 - Minoru Mochizuki - Aikido Yoseikan / Yoseikan Budo (Japón)
- 1959 - Choi Yong Sul - Hapkido (Corea)
- 1968 - Kenrichi Ohgami - Daibukan (Japón)
- 1970 - Katsuyuki Kondo - Shimbukan (Japón)
- 1975 - Hakaku Mori - Takumakai (Japón)
- 1980 - Okamoto Seigo - Roppokai (Japón)
- 1985 - Fumio Hirokawa - Kodokai (Japón)
- 1991 - Shigemitsu Kato - Daito Kai (Japón)
- 1994 - Shogen Okabayashi - Hakuhokai (Japón)
- 1995 - Katsumi Yonezawa - Bokuyokan (Japón)

## Enlaces
- Sitio oficial de Nihon Daitō-ryū Aikibudō Daitō Kai
- Sitio oficial de Daito-ryu Aiki jujutsu Takumakai
- Sitio oficial de Daito-ryu Aikijujutsu Roppokai
- Sitio oficial de Daito-ryu Aikijujutsu Sefukai en Italia
- Sitio oficial de Daito-ryu Aikijujutsu Japón
- Sitio de Daito-ryu Aikibudo Hakuho Ryu Archivado el 25 de mayo de 2013 en Wayback Machine.
- Sitio de Daito-ryu Kodokai
- Sitio oficial de Daito-ryu Aikijujutsu Bokuyokan Europa
- Sitio de Daito-ryu Aikijujutsu Kodokai
- Sitio oficial del Yoshinkan Aikido Japón
- Sitio internacional de Yoseikan Budo Japón
- Sitio en Japón del Hakko Ryu Jujutsu e Koho Igaku Shiatsu (Japanese)
- Sitio en Japón del Hakko Ryu Jujutsu e Koho Igaku Shiatsu (english)
- Sitio internacional de Aikijujutsu Daibukan
- Perfiles de los maestros mencionados
- Sitio oficial de la FFAAA
- Sitio internacional de Aikibudo
- Ensayo sobre la sucesión del Daito-ryu Aikijujutsu (PDF)
- Entrenando con Yukiyoshi Sagawa
- Sitio oficial de Matsuda-den Daito-ryu Aikijujutsu Shobukai Renshinkan
- Daito-ryu aikijujutsu Muden juku Japan
- Daito-ryu aikijujutsu Muden juku Ireland
- Daito-ryu aikijujutsu Muden juku US
- Daito-ryu aikijujutsu Muden juku Portugal
- Daito-ryu aikijujutsu Muden juku España Archivado el 9 de agosto de 2020 en Wayback Machine.